# Бельская, Ивона
Ивона Бельская (пол. Iwona Bielska) —  польская актриса театра, кино и телевидения.

## Биография
Ивона Бельская родилась 7 сентября 1952 года  в Лодзи. Актёрское образование получила в Государственной высшей театральной школе в Кракове, которую окончила в 1977 году. Дебютировала в театре в 1977. Актриса театров в Кракове и Варшаве. Выступает в спектаклях «театра телевидения» с 1979 г.

## Избранная фильмография
- 1978 — Знаки зодиака / Znaki zodiaku — Магда
- 1980 — Ночная бабочка / Ćma — Юстына
- 1983 — Волчица / Wilczyca — Марына Восиньская / графиня Юлия
- 1987 — На серебряной планете / Na srebrnym globie — Марта
- 2000 — Приговор Франтишеку Клосу / Wyrok na Franciszka Kłosa — барменша
- 2000 — Байланд / Bajland — пани Плятер
- 2004 — Свадьба / Wesele — Элюська Войнарова, мать Каськи
- 2013 — Валенса / Wałęsa. Człowiek z nadziei — Иллона, соседка семьи Валенсы
- 2015 — Соблазн / Córki dancingu
- 2018 — Лицо / Twarz — мать Дагмары